# Libidine
Libidine è un film del 1979 diretto da Jonas Rainer (alias Raniero Di Giovanbattista). 
È una pellicola di genere horror-erotico, vietata ai minori di 18 anni dalla commissione censura cinematografica.

## Trama
Il prof. Vaser, uno scienziato folle, tenta un esperimento scientifico: inserire nell'essere umano il metabolismo dei rettili. Questo garantirebbe, a suo dire, la fine della fame nel mondo, poiché i serpenti hanno bisogno di pochissimo cibo per sopravvivere. L'esperimento non ha buon fine e una serie di personaggi muoiono, tra cui la moglie e l'amante di lei, mentre la figliola Anna torna a vivere nella loro residenza ed è dedita a rapporti erotici proprio con i serpenti.